# Yves Corbel
Yves Corbel (* 1943) ist ein ehemaliger französischer Badmintonspieler. 

## Karriere
Yves Corbel wurde 1962 erstmals französischer Meister. Bis 1982 gewann er insgesamt 18 nationale Titel. 16 davon erkämpfte er sich im Herrendoppel.

## Sportliche Erfolge
| Saison    | Veranstaltung              | Disziplin    | Platz | Name                            |
| --------- | -------------------------- | ------------ | ----- | ------------------------------- |
| 1961/1962 | Französische Meisterschaft | Mixed        | 1     | Yves Corbel / Annie Causse      |
| 1962/1963 | Französische Meisterschaft | Herrendoppel | 1     | Joël Le Houerou / Yves Corbel   |
| 1964/1965 | Französische Meisterschaft | Herrendoppel | 1     | Ghislain Vasseur / Yves Corbel  |
| 1965/1966 | Französische Meisterschaft | Herrendoppel | 1     | Gérard Vallet / Yves Corbel     |
| 1966/1967 | Französische Meisterschaft | Herrendoppel | 1     | Gérard Vallet / Yves Corbel     |
| 1967/1968 | Französische Meisterschaft | Herrendoppel | 1     | Gérard Vallet / Yves Corbel     |
| 1968/1969 | Französische Meisterschaft | Herrendoppel | 1     | Gérard Vallet / Yves Corbel     |
| 1971/1972 | Französische Meisterschaft | Herrendoppel | 1     | Christian Badou / Yves Corbel   |
| 1972/1973 | Französische Meisterschaft | Herrendoppel | 1     | Christian Badou / Yves Corbel   |
| 1973/1974 | Französische Meisterschaft | Herrendoppel | 1     | Christian Badou / Yves Corbel   |
| 1974/1975 | Französische Meisterschaft | Herrendoppel | 1     | Christian Badou / Yves Corbel   |
| 1975/1976 | Französische Meisterschaft | Herrendoppel | 1     | Christian Badou / Yves Corbel   |
| 1976/1977 | Französische Meisterschaft | Herrendoppel | 1     | Christian Badou / Yves Corbel   |
| 1977/1978 | Französische Meisterschaft | Herrendoppel | 1     | Patrice Lehouerou / Yves Corbel |
| 1978/1979 | Französische Meisterschaft | Herrendoppel | 1     | Patrice Lehouerou / Yves Corbel |
| 1979/1980 | Französische Meisterschaft | Herrendoppel | 1     | Patrice Lehouerou / Yves Corbel |
| 1979/1980 | Französische Meisterschaft | Mixed        | 1     | Yves Corbel / Yveline Hue       |
| 1981/1982 | Französische Meisterschaft | Herrendoppel | 1     | Patrice Lehouerou / Yves Corbel |